# Остромила
„Остромила“ е обособена част на район „Южен“ на гр. Пловдив. Намира се в близост до Околовръстното шосе и стария път за Марково. Транспорт до квартала е възможен с линия №113.

## История
Остромила е бил първоначално село в близост до Пловдив, като става негов квартал впоследствие. Селото е съществувало през Средновековието. Най-ранните сведения за квартала са в подробния регистър на акънджиите от 1472 г., където е посочен като „Село Остором огла“ от нахия Филибе (Пловдив) – НБКМ-Сф, ОО – ОАК 94/73. Сведения за Остромила под името „Село Остромогила“ има в турски регистри от 1489 г. (Istanbul – BOA, TD 26) и 1495 г. (НБКМ-Сф, ОО – Пд 1/87). Като „Село Остро Богила“ е описано и в иджмал-дефтера от 1530 г. (Istanbul – BOA, TD 370)
Местността, където възниква кварталът, има историческа стойност като сцена на кървава драма по време на Освободителната война (1877-1878). В мразовитата сутрин на 15 януари 1878 година Пловдив бива атакуван от ескадрон под командването на капитан Александър Бураго, състоящ се от едва 63-ма конника. Османската градска управа решава, че руснаците ще пристигнат с многобройни сили и по-скоро от очакваното. Затова турските войски под командването на Сюлейман паша панически напускат града, но в бързината дори не успяват да го опожарят, подобно на други градове в пределите на Тракия.
Часове преди атаката обаче, от затвора „Таш капия“ са изведени 125 български бунтовници и по заповед на Сюлейман паша са изклани в местността на Остромила. Сред тях е и видният родолюбец, патрон на училищното дело, Душо Хаджидеков от Чирпан.
Днес на лобното място е построен паметник, наподобяващ гроб. Той се поддържа съвместно от управата на район „Южен“ и студентската организация на ВМРО. Всеки януари на същата дата се провежда поклон пред паметника и панихида за загиналите.